# Symphlebia dorisca
Symphlebia dorisca är en fjärilsart som beskrevs av William Schaus 1933. Symphlebia dorisca ingår i släktet Symphlebia och familjen björnspinnare. Inga underarter finns listade i Catalogue of Life.